# Dries Degrieck
Dries Degrieck, né le 1er mars 1995, est un cavalier belge d'attelage.
Il est médaillé de bronze par équipe avec Glenn Geerts et Edouard Simonet aux Jeux équestres mondiaux de 2018.